# Leichtathletik-Weltmeisterschaften 2019/Teilnehmer (Lettland)
| Gelbes Symbol für Goldmedaillen mit stilisierten Olympischen Ringen | Graues Symbol für Silbermedaillen mit stilisierten Olympischen Ringen | Braundes Symbol für Bronzemedaillen mit stilisierten Olympischen Ringen |
| ------------------------------------------------------------------- | --------------------------------------------------------------------- | ----------------------------------------------------------------------- |
| —                                                                   | —                                                                     | —                                                                       |

Der Leichtathletikverband von Lettland will an den Leichtathletik-Weltmeisterschaften 2019 in Doha teilnehmen. Zwölf Athletinnen und Athleten wurden vom lettischen Verband nominiert.

## Ergebnisse

### Frauen

#### Laufdisziplinen
| Athletin      | Disziplin | Vorlauf     | Vorlauf | Halbfinale  | Halbfinale | Finale | Finale |
| Athletin      | Disziplin | Zeit        | Platz   | Zeit        | Platz      | Zeit   | Platz  |
| ------------- | --------- | ----------- | ------- | ----------- | ---------- | ------ | ------ |
| Sindija Bukša | 200 m     | 23,53 s     | 36      | DNQ         | DNQ        | –      | –      |
| Gunta Vaičule | 200 m     | 23,32 s     | 30      | DNQ         | DNQ        | –      | –      |
| Līga Velvere  | 800 m     | 2:02,93 min | 18      | 2:06,99 min | 23         | DNQ    | DNQ    |

#### Sprung/Wurf
| Athletin         | Disziplin  | Qualifikation | Qualifikation | Finale     | Finale |
| Athletin         | Disziplin  | Weite/Höhe    | Platz         | Weite/Höhe | Platz  |
| ---------------- | ---------- | ------------- | ------------- | ---------- | ------ |
| Laura Igaune     | Hammerwurf | 67,77 m       | 22            | DNQ        | DNQ    |
| Anete Kociņa     | Speerwurf  | 56,70 m       | 24            | DNQ        | DNQ    |
| Līna Mūze        | Speerwurf  | 55,66 m       | 27            | DNQ        | DNQ    |
| Madara Palameika | Speerwurf  | 59,95 m       | 18            | DNQ        | DNQ    |

### Männer

#### Laufdisziplinen
| Athlet             | Disziplin   | Vorlauf | Vorlauf | Halbfinale | Halbfinale | Finale       | Finale |
| Athlet             | Disziplin   | Zeit    | Platz   | Zeit       | Platz      | Zeit         | Platz  |
| ------------------ | ----------- | ------- | ------- | ---------- | ---------- | ------------ | ------ |
| Dmitrijs Serjogins | Marathon    |         |         |            |            | 2:24:00 h PB | 48     |
| Arnis Rumbenieks   | 50 km Gehen |         |         |            |            | 4:28:18 h    | 21     |
| Ruslans Smolonskis | 50 km Gehen |         |         |            |            | DSQ          | DSQ    |

#### Sprung/Wurf
| Athlet              | Disziplin | Qualifikation | Qualifikation | Finale     | Finale |
| Athlet              | Disziplin | Weite/Höhe    | Platz         | Weite/Höhe | Platz  |
| ------------------- | --------- | ------------- | ------------- | ---------- | ------ |
| Gatis Čakšs         | Speerwurf | 79,94 m       | 21            | DNQ        | DNQ    |
| Rolands Štrobinders | Speerwurf | 81,09 m       | 17            | DNQ        | DNQ    |